# Pride and Prejudice (1958)
Pride and Prejudice é uma série produzida em 1958 para televisão, pela BBC, em 6 episódios, tendo como tema o livro homônimo de Jane Austen, escrito em 1813. Apresenta Jane Downs e Alan Badel nos papéis de Elizabeth Bennet e Fitzwilliam Darcy. Foi apresentado de 24 de janeiro a 28 de fevereiro de 1958.

## Elenco
- Alan Badel .... Fitzwilliam Darcy
- Jane Downs .... Elizabeth Bennet
- Susan Lyall Grant .... Jane Bennet
- Vivienne Martin .... Lydia Bennet
- Phyllis Neilson-Terry .... Lady Catherine de Bourgh
- Hugh Sinclair .... Mr. Bennet
- Marian Spencer .... Mrs. Bennet